# (69594) Ulferika
(69594) Ulferika est un astéroïde de la ceinture principale.

## Description
(69594) Ulferika est un astéroïde de la ceinture principale. Il fut découvert le 24 mars 1998 à Drebach par Gerhard Lehmann. Il présente une orbite caractérisée par un demi-grand axe de 2,35 UA, une excentricité de 0,14 et une inclinaison de 3,3° par rapport à l'écliptique.

## Compléments